# Dyscia osmanica
Dyscia osmanica là một loài bướm đêm trong họ Geometridae.